# Evius prostrata
Evius prostrata là một loài bướm đêm thuộc phân họ Arctiinae, họ Erebidae.